# USS California (BB-44)
Линкор Калифорния (англ. USS California (BB-44)) — линкор типа «Теннесси» ВМС США. Единственный линкор США, построенный на западном побережье. В начале службы был флагманом Тихоокеанского флота США. Во время нападения Японии на Пёрл-Харбор был потоплен, однако затем поднят и вновь введён в строй. В 1947 году списан и разобран на металл.

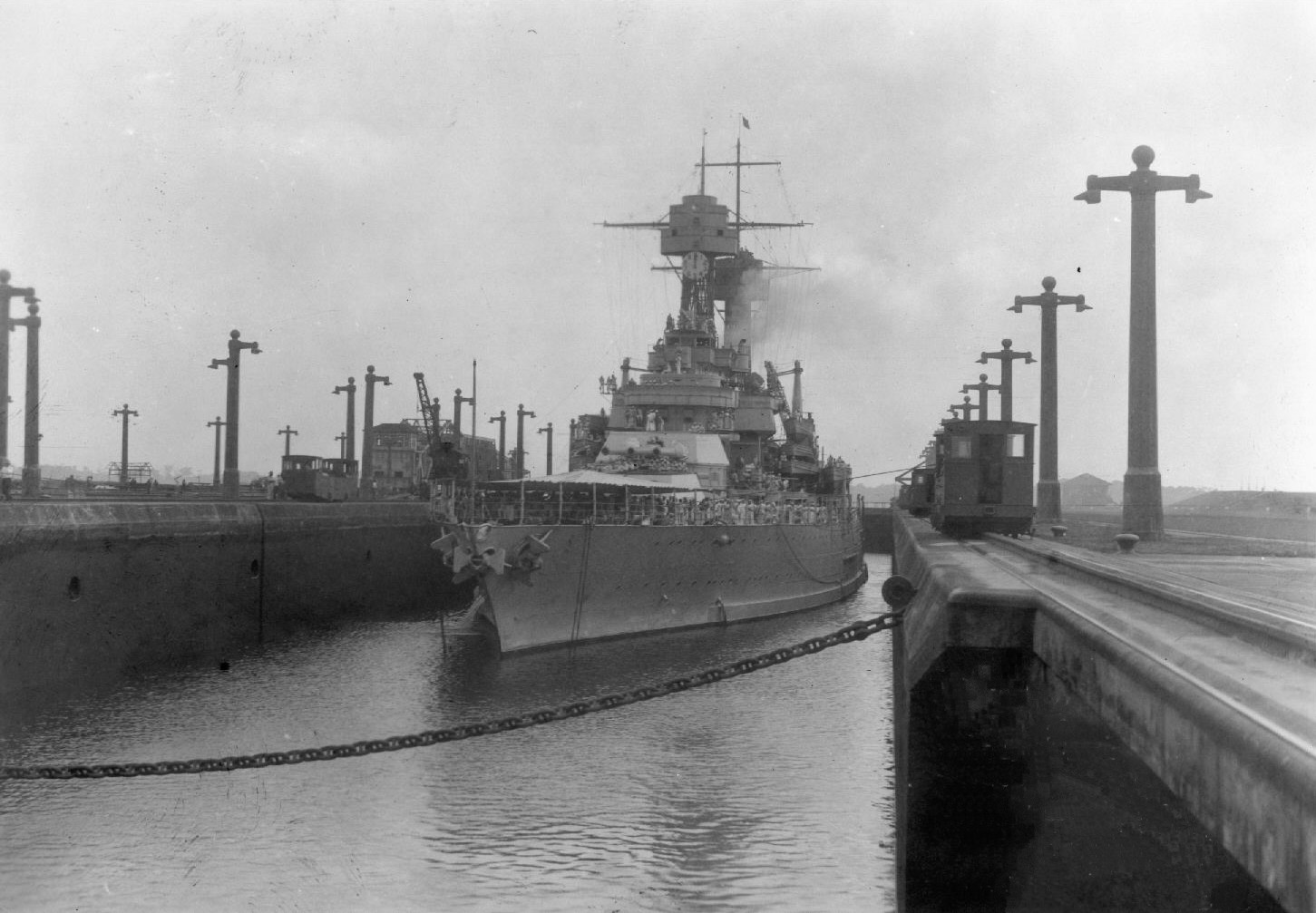
«Калифорния» в 1927 г.